# Maid of Salem
Maid of Salem is een Amerikaanse dramafilm uit 1937 onder regie van Frank Lloyd. Destijds werd de film in Nederland uitgebracht onder de titel De heks van Salem.

## Verhaal
In 1692 vindt er in de stad Salem in Massachusetts een heksenjacht plaats onder de puriteinse bevolking. Wanneer het meisje Ann Goode de geliefden Roger Coverman en Barbara Clarke van hekserij beschuldigt, worden ze allebei vervolgd door de bijgelovige inwoners. Barbara zal daarbij sterven op de brandstapel.

## Rolverdeling
| Acteur               | Personage          |
| -------------------- | ------------------ |
| Claudette Colbert    | Barbara Clarke     |
| Fred MacMurray       | Roger Coverman     |
| Harvey Stephens      | Dr. John Harding   |
| Gale Sondergaard     | Martha Harding     |
| Louise Dresser       | Ellen Clarke       |
| Benny Bartlett       | Timothy Clarke     |
| Edward Ellis         | Elder Goode        |
| Beulah Bondi         | Abigail Goode      |
| Bonita Granville     | Ann Goode          |
| Virginia Weidler     | Nabby Goode        |
| Donald Meek          | Ezra Cheeves       |
| E.E. Clive           | Bilge              |
| Halliwell Hobbes     | Jeremiah           |
| Pedro de Cordoba     | Mijnheer Morse     |
| Madame Sul-Te-Wan    | Tibuta             |
| Lucy Beaumont        | Rebecca            |
| Henry Kolker         | Rechter Laughton   |
| William Farnum       | Rechter Sewall     |
| Ivan F. Simpson      | Dominee Parris     |
| Brandon Hurst        | Ordebewaarder      |
| Sterling Holloway    | Miles Corbin       |
| Zeffie Tilbury       | Goody Hodgers      |
| Babs Nelson          | Baby Mercy Cheeves |
| Mary Treen           | Susy Abbott        |
| J. Farrell MacDonald | Kapitein           |
| Stanley Fields       | Eerste stuurman    |
| Lionel Belmore       | Kastelein          |